# 陳調元

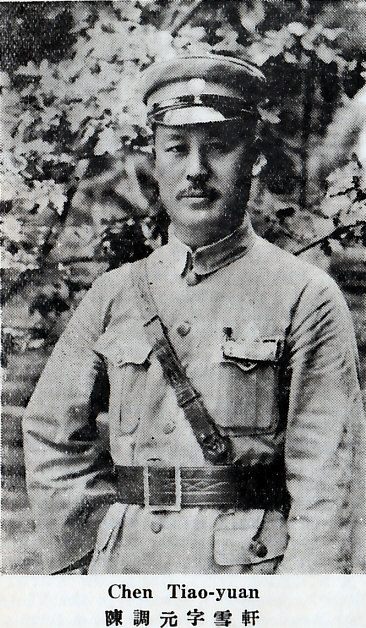
追贈陸軍一級上將陳調元，《中国名人录》第四版，1931年

陳調元（1886年11月12日—1943年12月8日），字雪暄（又作雪軒），直隷省保定府安新县人，中华民国军事将领，國民革命軍一級上將。

## 生平

### 直系的活動
1904年（光緒30年），入北洋速成武備学堂。毕业後，被任命为武昌陸軍第三中学堂教習。1909年（宣統元年），任保定陸軍通国速成学堂地理教官。
中華民国成立後，1913年（民国2年），陳調元被任命为馮国璋手下軍官。後来，陳調元向馮国璋进言，使張宗昌获登用，陳調元成为張宗昌独一无二的好友。1916年（民国5年），陳調元任第74混成旅旅長，驻扎徐州。
1920年（民国9年）9月，被直系的江蘇督軍李純任命为徐海鎮守使，同皖系軍队交战。10月李純自殺，齐燮元继任。齐燮元十分仰赖北洋武備学堂時代的同学陳調元，任命其为蘇魯豫皖四省剿匪总司令。
1925年（民国14年），转投奉系的張宗昌进军徐州，陳調元于5月投降張宗昌，被任命为第6師師長。但是，作为江苏督军南下的奉系的杨宇霆受到冷遇。怕遭怨恨的陳調元于同年9月重归直系的孫传芳，并捕获了奉系的臧式毅。陳調元被孙传芳任命为第8軍軍長、皖軍总司令，吸收了原来皖系的軍队。
1926年（民国15年）4月，中国国民党北伐軍进军江西省，孫传芳任命陳調元为第5方面軍总指揮，进行迎撃。不久，孫传芳軍在江西大敗，陳調元投靠張宗昌，驻扎安慶。1927年1月3日，陈调元任孙传芳部第一方面军总司令，自皖西向江西出动。2月19日，陈调元等密谋与革命军合作，暗中接受了国民革命军第三十七军军长兼北路军总指挥的任命。3月1日，张宗昌、孙传芳因陈调元态度不明，将陈部在蚌埠、浦口部队缴械，陈部旅长孙东云逃往徐州。3月4日，陈调元自安庆到芜湖。

### 国民政府的活動

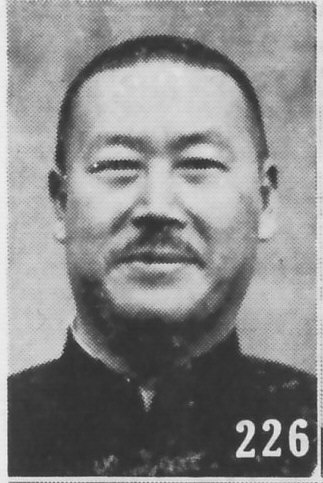
陳調元（『最新支那要人伝』1941年）

由于认为中国国民党在政治上占有优势，陳調元于1927年（民国16年）3月5日发表宣言归顺国民政府，出任国民革命軍第三十七军軍長兼北路总指揮。致使孙传芳部队最后分崩离析，北伐军第七军等顺利占领安徽。3月11日被选为武汉国民政府委员。3月20日蒋介石自九江前往安庆，陈调元亲乘兵舰前往迎接，并赠送十二门野炮和十六门山炮，3月底被蒋介石任命为安徽省政务委员会主席，招降纳叛，继续为北伐军立功。1927年4月12日上海四一二事件爆发，陳調元协助蒋介石肃清安慶的中国共产党势力。1927年5月1日，陈调元部归第二路军（代理总指挥白崇禧）指挥，并任第二路军前敌总指挥，沿运河两岸继续北伐，12日陈调元部自东梁山渡江，攻占和县，败直鲁军第十军杜凤举部，13日克含山，17日攻占全椒。6月12日第二路（叶开鑫、陈调元军）连日攻山东郯城，为孙传芳、李宝璋所拒退；6月23日蒋介石下进攻鲁南作战令，命第二路军第一军之邓振铨、顾祝同师、第三十七军陈调元、第四十四军叶开鑫攻临沂，25日陈调元攻占费县。7月3日蒋介石因武汉军东迫而下令北伐军大部撤退，令第三十七军暂守郯城，5日陈调元攻占蒙阴，6日陈调元成为南京國民政府軍事委員會委员、常务委员。7月25日任安徽省政府委员。7月31日蒋介石指挥陈调元、王天培等军反攻徐州，8月3日反攻失败，各军撤退。8月5日武汉军事委员会加委陈调元为军长。8月上旬蒋介石因唐生智东征，抽调兵力回救南京，孙传芳、张宗昌乘机夺取徐州，陈调元的第三十七军遭到猛攻，损失惨重。8月13日蒋介石下野，陈调元断定蒋势必再起，写信向蒋表示忠心。8月24日，谭延闿、孙科等偕李宗仁自九江乘军舰到南京，过和县大胜关时，适孙传芳军郑俊彦部偷渡，李宗仁下令军舰开炮，陈调元正乘轮自南京回芜湖，即令船上军队参加作战，将郑俊彦军击退。9月6日武汉唐生智部江右军刘兴率第三十六军入芜湖，陈调元部第三十七军东退。9月17日再次推为军事委员会委员。10月15日国民政府决定西征讨唐生智、北伐并进，由李宗仁统率第七军夏威、第十九军胡宗铎、第三十七军陈调元，出皖北，攻唐生智之江左军何键部，19日西征军第三十七军陈调元及海军占领芜湖，21日国民政府任命安徽省政府委员，以陈调元为安徽省政府主席。11月11日唐生智抵挡不住西征军，下野逃走，11月15日第三十七军陈调元部回皖参加北伐。12月20日任第二路军（总指挥白崇禧）前敌总指挥。1928年1月15日，白沙圩农民准备武装暴动，芜湖、南陵两县政府联合电告陈调元，陈调元接此电文后即令驻扎在芜湖的王普军派一个营清剿，致使暴动夭折。2月7日被指定为南京国民政府军事委员会委员，13日任第一集团军第二纵队总指挥兼第三十七军军长，15日就第二纵队总指挥，辖辖第十七军（军长曹万顺）、第二十六军（军长陈焯）、第三十七军（军长陈调元兼）。3月2日国民政府重行任命安徽省政府委员，仍以陈调元为主席。4月6日改为第二军团总指挥，仍辖第十七军、二十六军、三十七军，挥军北进继续参加北伐，沿津浦路以东向北作战，9日第二十六军陈焯占郯城，败直鲁军张宗辅部，28日陈调元截断明水镇胶济铁路，29日第二十六军陈焯攻占胶济线龙山镇，击毙敌旅长任德福，张宗昌、孙传芳、褚玉璞等渡过黄河北逃。4月30日夜陈调元部第三十七军进入济南地区，5月3日欲通过胶济路时与日军发生冲突，日軍師團長福田彥助坚持将陈调元、方振武、王均部缴械，陈调元奉令率部退出济南市，移驻济南东郊之大辛庄。5月8日奉令渡河，经泺口黄河铁桥北进，三十七军军部行近铁路线时，铁甲车上的日军即向陈部开火，陈部死伤30余人，陈调元不得已西行，改经齐河渡河北伐。6月初克沧州、天津，25日兼任北平临时政治分会（主席李煜瀛）委员，陈调元即派参谋多人分赴孙传芳、张宗昌各垮散队伍所在地，大部分孙传芳部队被陈调元收编，张宗昌的部队也有一些散兵被陈调元收编，陈调元声威大振。7月6日任国民政府军事委员会北平分会委员。8月白崇禧在冀东清扫关内的残余北洋军，陈调元任白崇禧的总预备军总指挥，策应左右两路军。
1928年10月第三十七军缩编为第46师、第47师，兼任陆军第四十六师师长，辖第一三九旅（旅长李宝章）、第—四〇旅（旅长马宝珩）、第一四一旅（旅长上官云相）。      
1929年（民国18年）5月，被任命为山東省政府主席。同反蒋派作战，任总预备队軍团总指揮、右翼軍总指揮，为蒋的勝利作出貢献。此後，在安徽军事讨伐中国共产党，大花軍費、统治苛酷，导致安徽省内各界人士赴南京请愿。1934年（民国23年）1月，任贛粤閩湘鄂剿匪预備軍总司令。同年12月，任軍事参議院院長。
1936年（民国25年），陳調元随蒋介石访问西安。此时西安事变爆发，張学良将蒋介石以及包括陈在内的随員一并扣留。事件後，陳患病，虽然留任軍事参議院院長，但实际上从政界、軍界引退。
1937年7月抗战爆发后担任军事委员会军事参议院院长，负责伤员归队工作。1938年1月17日为军事委员会委员。1938年8月任军事委员会抚恤委员会主任委员。1938年9月兼任点验委员会主任委员。1943年夏，赴西北巡视，在兰州喉癌发作。12月18日，陳調元在重慶市北碚管理局病逝。享年58岁（满57歲）。
1944年2月2日，国民政府追晉為一級上將。次月，國民政府主席蔣中正頒發褒揚令，全文如下：

　　軍事參議院院長陳調元，志行明毅，才略恢宏，民國十六年國軍綏定江淮，率領所部響應義師，扶維正誼，楙著勛績，歷任魯皖疆寄，地方施措合機宜，近年任軍事參議院院長，並多建樹，方冀宿望英，長資倚畀，遽聞溘逝，軫悼良深，除另令追晉陸軍一級上將外，應予明令褒揚，交軍事委員會從優議卹，生平事蹟存備宣付國史館，用示政府篤念忠勛之至意，此令。

主　　　席　蔣中正　　　　

行政院院長　蔣中正　　　　

## 家庭
章含之是陳調元儿子陈度（陈伯权）和谈雪卿的私生女，后托付给章士钊做养女。